# Collégiale Sainte-Madeleine de Vitré
La collégiale Sainte-Madeleine de Vitré était située à Vitré en Bretagne (France). La collégiale fut détruite en 1860 pour être remplacée par une école communale de garçons. Arthur de La Borderie était alors conservateur de la ville de Vitré.

## Histoire
La collégiale fut fondée en 1209 par André II de Vitré avec douze chanoines, dans la basse-cour du château de Vitré.

## Trésoriers
(liste non exhaustive)
- François de Laval
- Charles-François Billon (1667-1736), nommé Trésorier le 20 décembre 1695.